# Ambassade de Guinée-Bissau en France
L'ambassade de Guinée-Bissau en France est la représentation diplomatique de la république de Guinée-Bissau en République française. Elle est située à Paris et son ambassadeur est, depuis 2023, Henrique Adriano Da Silva.

## Ambassade
L'ambassade est située 94 rue Saint-Lazare dans le 9e arrondissement de Paris.

## Liste des ambassadeurs
| Date de nomination | Date de nomination | Date de remise des lettres de créance | Date de remise des lettres de créance | Diplomate                          |
| ------------------ | ------------------ | ------------------------------------- | ------------------------------------- | ---------------------------------- |
| ?                  |                    | 21 décembre 1990                      | [ JORF 1 ]                            | Leonel Sebastiao Vieira            |
| ?                  |                    | 10 juin 1997                          | [ JORF 2 ]                            | Fali Embalo                        |
| ?                  |                    | 26 mars 2002                          | [ JORF 3 ]                            | Joao Soares Da Gama                |
| ?                  |                    | 6 juin 2011                           | [ JORF 4 ]                            | Hilia Garez Gomes Lima Barber      |
| ?                  |                    | 31 août 2018                          | [ JORF 5 ]                            | Filomena Mendes Mascarenhas Tipote |
| ?                  |                    | 2 novembre 2021                       | [ JORF 6 ]                            | Carlos-Edmilson Marques-Vieira     |
| ?                  |                    | 22 septembre 2023                     | [ JORF 7 ]                            | Henrique Adriano Da Silva          |